# Rolf Kaiser (Diplomat)
Rolf Kaiser (* 15. September 1943 in Straßburg) ist ein ehemaliger deutscher Botschafter.

## Leben
Rolf Kaiser machte sein Abitur im März 1963 am Gymnasium Nürtingen. Von April 1963 bis März 1965 war er Wehrdienstleistender. Rolf Kaiser studierte Politikwissenschaft und Amerikanistik, vom Sommersemester 1965 bis zum Sommersemester 1967 an der Universität Tübingen. Das Wintersemester 1967 studierte er an der Universität Aix-en-Provence und des Weiteren in Rom und an der Harvard University.
1973 wurde er im Bundeskanzleramt von Willy Brandt verbeamtet. In Tübingen wurde er 1976 mit der Studie Die Interdependenz politischer und ökonomischer Interessen in der Weltwährungskrise 1971 zum Doktor der Volkswirtschaft promoviert.
Im Bundeskanzleramt widmete sich Rolf Kaiser unter Helmut Schmidt und Helmut Kohl langfristigen Planungen, der Staatsorganisation sowie europäischen Wirtschafts- und Finanzfragen. Rolf Kaiser gehörte der deutschen Delegation an, welche an der Formulierung des Vertrages von Maastricht beteiligt wurde.
Vom Kanzleramt war er bei der Europäischen Kommission in Brüssel im Einführungsteam für den Euro. Vom Außenministerium aus war Rolf Kaiser an der Botschaft London und bei der OECD in Paris. Von März 2000 bis Juni 2002 war Rolf Kaiser Leiter der EU-Koordinierungsgruppe im Auswärtigen Amt. Von Juli 2002 bis Juli 2005 war Rolf Kaiser Gesandter der Botschaft Budapest.